# 车洪才

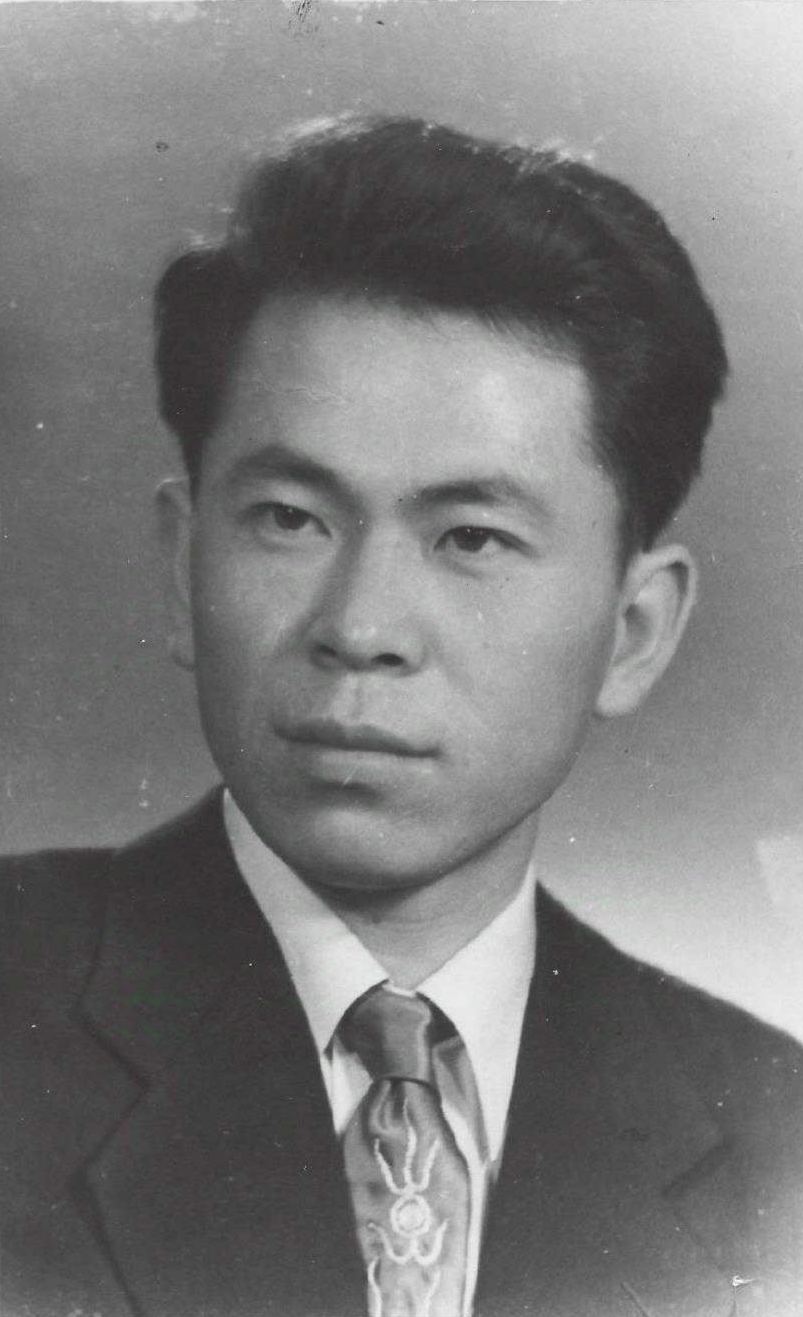
1959的车洪才

车洪才（1936年—），黑龙江海伦人，中国翻译家、字词典编纂者。

## 生平
1957年考入北京外国语学院英语专业，大三时接受组织安排，前往阿富汗的喀布尔大学文学院学习普什图语。1975年国务院在广州召开全国辞书工作会议，制定了辞书出版计划。当时在北京广播学院、北京广播电台的他接受了由商务印书馆承办的《普什图语汉语词典》编纂工作。
1978年他回到北外外语系，借调一位毕业生宋强民作助手，以商务印书馆提供的一本从俄语翻译过来的词典为蓝本开始进行编簒。从1978年到1982年，车洪才的全部精力都用到词典的编写上。到1981年，车洪才和宋强民在三年时间里整理出了10万张卡片，他们把卡片放在木制的卡片箱里，塞进文件柜，装了30多箱，这是词典约70%的工作量。1982年至2000年忙于其他事务，编纂工作暂停，2000年返聘回北外教普什图语又恢复了编纂工作。2012年4月，车洪才带着打印好的词典编写过程、体例说明、几页已排好版的样稿及主编人的简历，来到位于北京王府井大街的商务印书馆交付任务，该250万字的词典于2015年正式出版。2008年至今，除了《普什图语汉语词典》，他还与别的出版社合作，编纂了三本普什图语字典，其中还有一本军事用语词典。这些词典都是以《普什图语汉语词典》为母本进行参考。